# Digitaria macroblephara
A Digitaria macroblephara az egyszikűek (Liliopsida) osztályának perjevirágúak (Poales) rendjébe, ezen belül a perjefélék (Poaceae) családjába tartozó faj.

## Előfordulása
A Digitaria macroblephara előfordulási területe Afrika északkeleti és keleti, trópusi részei. Etiópia, Szomália, Szudán, Uganda, Kenya és Tanzánia területein lelhető meg. Az egyik szavannaalkotó fűféle.

## Megjelenése
A levele 3-15 centiméter hosszú és 1-5 milliméter széles. A 100 centiméteresre megnövő fűnek, 2-20 centiméter hosszú bugavirágzata van. A termése ellipszis alakú, szürke vagy barna színű.

## Életmódja
Évelő növény, mely az alföldi szavannák mellett, a dombokon, egészen 350 méteres tengerszint feletti magasságon is nő.